# Lindsay Tait
Lindsay Tait (Sydney, 8 gennaio 1982) è un ex cestista neozelandese.

## Carriera
Con la Nuova Zelanda ha disputato due edizioni dei Campionati mondiali (2010, 2014) e cinque dei Campionati oceaniani (2005, 2007, 2009, 2011, 2015).

## Palmarès
- Campione di Nuova Zelanda (2000)